# Langues yuat
Les langues yuat sont une famille de langues papoues parlées en Papouasie-Nouvelle-Guinée, dans la province de Sepik oriental.

## Classification
Les langues yuat sont une proposition de famille de langues de Laycock (1973) qui en fait un membre de la famille des langues lower sepik-ramu. William Foley n'inclut pas le yuat dans le lower-sepik ramu. Malcolm Ross (2005) en fait une famille de langues papoues indépendante, tout comme Haspelmath, Hammarström, Forkel et Bank.

## Liste des langues
Les langues yuat sont :
- changriwa
- mekmek
- groupe miyak-bun-biwat 
  - sous-groupe bun-mundukumo 
    - biwat
    - bun

  - kyenele

## Sources
- (en) William A. Foley,  1999, Grammatical Relations, Information, Structure and Constituency in Watam, Oceanic Linguistics, 38:1, p. 115-138.
- (en) Malcolm Ross, 2005, Pronouns as a preliminary diagnostic for grouping Papuan languages, dans Andrew Pawley, Robert Attenborough, Robin Hide, Jack Golson (éditeurs) Papuan pasts: cultural, linguistic and biological histories of Papuan-speaking peoples, Canberra, Pacific Linguistics. pp. 15–66.